# Causing a Commotion
Causing a Commotion – singel Madonny wydany w 1987.
Była to druga piosenka promująca ścieżkę dźwiękową Who's That Girl. Piosenka dotarła do drugiego miejsca w USA. Madonna śpiewała ją podczas trasy Who’s That Girl (1987) i Blond Ambition (1990).